# Hernani Azevedo Júnior
Hernani Azevedo Júnior (São Gonçalo do Sapucaí, Minas Gerais, 27 de marzo de 1994), conocido solo como Hernani, es un futbolista brasileño. Juega de centrocampista y su equipo es el Parma Calcio 1913 de la Serie A de Italia.

## Trayectoria
Se formó en las inferiores del Atlético Paranaense. Debutó con el primer equipo en 2013 en el Campeonato Paranaense.
El 22 de agosto de 2013 fue enviado a préstamo al Joinville de la Serie B. Debutó profesionalmente el 3 de septiembre, cuando entró en el segundo tiempo en el empate por 1-1 ante Ceará.
Regresó al Furacão en enero de 2014 e hizo su debut en la Serie A el 10 de septiembre en la derrota por 1-0 ante Grêmio.

### Zenit
El 16 de diciembre de 2016 fichó por el Zenit de San Petersburgo.

#### Préstamo al Saint-Étienne
El 8 de agosto de 2017 fue enviado a préstamo al A. S. Saint-Étienne para la temporada 2017-18.

#### Préstamo al Parma
El 12 de julio de 2019 fue enviado a préstamo al Parma de la Serie A con obligación de compra al término de la temporada 2019-20.

## Estadísticas
Actualizado al último partido disputado el 25 de mayo de 2025.
| Club | Div.          | Temporada     | Liga  | Liga  | Copas nacionales(1) | Copas nacionales(1) | Copas internacionales(2) | Copas internacionales(2) | Estatal(3) | Estatal(3) | Total | Total |
| Club | Div.          | Temporada     | Part. | Goles | Part.               | Goles               | Part.                    | Goles                    | Part.      | Goles      | Part. | Goles |
| --- | ------------- | ------------- | ----- | ----- | ------------------- | ------------------- | ------------------------ | ------------------------ | ---------- | ---------- | ----- | ----- |
| Atlético Paranaense · Brasil | 1.ª           | 2013          | 0     | 0     | 0                   | 0                   | ―                        | ―                        | 21         | 2          | 21    | 2     |
| Joinville E. C. · Brasil | 2.ª           | 2013          | 9     | 0     | 0                   | 0                   | ―                        | ―                        | 0          | 0          | 9     | 0     |
| Joinville E. C. · Brasil | Total club    | Total club    | 9     | 0     | 0                   | 0                   | 0                        | 0                        | 0          | 0          | 9     | 0     |
| Atlético Paranaense · Brasil | 1.ª           | 2014          | 15    | 1     | 0                   | 0                   | 0                        | 0                        | 10         | 3          | 25    | 4     |
| Atlético Paranaense · Brasil | 1.ª           | 2015          | 30    | 3     | 0                   | 0                   | 4                        | 0                        | 6          | 1          | 40    | 4     |
| Atlético Paranaense · Brasil | 1.ª           | 2016          | 30    | 6     | 7                   | 2                   | ―                        | ―                        | 7          | 1          | 44    | 9     |
| Atlético Paranaense · Brasil | Total club    | Total club    | 75    | 10    | 7                   | 2                   | 4                        | 0                        | 44         | 7          | 130   | 19    |
| Zenit de San Petersburgo · Rusia | 1.ª           | 2016-17       | 8     | 0     | ―                   | ―                   | 1                        | 0                        | ―          | ―          | 9     | 0     |
| Zenit de San Petersburgo · Rusia | 1.ª           | 2017-18       | 1     | 0     | ―                   | ―                   | 1                        | 0                        | ―          | ―          | 2     | 0     |
| A. S. Saint-Étienne Francia | 1.ª           | 2017-18       | 14    | 3     | 3                   | 0                   | ―                        | ―                        | ―          | ―          | 17    | 3     |
| A. S. Saint-Étienne Francia | Total club    | Total club    | 14    | 3     | 3                   | 0                   | 0                        | 0                        | 0          | 0          | 17    | 3     |
| Zenit de San Petersburgo · Rusia | 1.ª           | 2018-19       | 14    | 1     | 2                   | 0                   | 10                       | 0                        | ―          | ―          | 26    | 1     |
| Zenit de San Petersburgo · Rusia | Total club    | Total club    | 23    | 1     | 2                   | 0                   | 12                       | 0                        | 0          | 0          | 37    | 1     |
| Parma Calcio 1913 · Italia | 1.ª           | 2019-20       | 32    | 0     | 2                   | 1                   | ―                        | ―                        | ―          | ―          | 34    | 1     |
| Parma Calcio 1913 · Italia | 1.ª           | 2020-21       | 33    | 7     | 2                   | 0                   | ―                        | ―                        | ―          | ―          | 35    | 7     |
| Genoa C. F. C. · Italia | 1.ª           | 2021-22       | 18    | 0     | 2                   | 0                   | ―                        | ―                        | ―          | ―          | 20    | 0     |
| Genoa C. F. C. · Italia | Total club    | Total club    | 18    | 0     | 2                   | 0                   | 0                        | 0                        | 0          | 0          | 20    | 0     |
| Reggina 1914 · Italia | 2.ª           | 2022-23       | 31    | 7     | ―                   | ―                   | ―                        | ―                        | ―          | ―          | 31    | 7     |
| Reggina 1914 · Italia | Total club    | Total club    | 31    | 7     | 0                   | 0                   | 0                        | 0                        | 0          | 0          | 31    | 7     |
| Parma Calcio 1913 · Italia | 2.ª           | 2023-24       | 36    | 3     | 2                   | 0                   | ―                        | ―                        | ―          | ―          | 38    | 3     |
| Parma Calcio 1913 · Italia | 1.ª           | 2024-25       | 25    | 3     | 0                   | 0                   | ―                        | ―                        | ―          | ―          | 25    | 3     |
| Parma Calcio 1913 · Italia | Total club    | Total club    | 126   | 13    | 6                   | 1                   | 0                        | 0                        | 0          | 0          | 132   | 14    |
| Total carrera | Total carrera | Total carrera | 296   | 34    | 20                  | 3                   | 16                       | 0                        | 44         | 7          | 376   | 44    |
| (1) Incluye datos de la Copa Brasil, Copa de Rusia, Copa de Francia, Copa de la Liga de Francia y Copa Italia. (2) Incluye datos del Campeonato Paranaense (3) Incluye datos de la Copa Sudamericana y la Liga Europa de la UEFA |               |               |       |       |                     |                     |                          |                          |            |            |       |       |

## Palmarés

### Títulos regionales
| Título                | Club                | Estado | Año  |
| --------------------- | ------------------- | ------ | ---- |
| Campeonato Paranaense | Atlético Paranaense | Paraná | 2016 |

### Títulos nacionales
| Título                | Club                     | País   | Año     |
| --------------------- | ------------------------ | ------ | ------- |
| Liga Premier de Rusia | Zenit de San Petersburgo | Rusia  | 2018-19 |
| Serie B               | Parma Calcio             | Italia | 2023-24 |

### Títulos internacionales
| Título              | Equipo                     | Sede    | Año  |
| ------------------- | -------------------------- | ------- | ---- |
| Sudamericano Sub-17 | Selección sub-17 de Brasil | Ecuador | 2011 |